# 郡市対抗源平駅伝
郡市対抗源平駅伝（ぐんしたいこうげんぺいえきでん）は、香川県で開催されていた郡市対抗駅伝競走である。通称「源平駅伝」。

## 概要
1985年に源平屋島合戦800周年記念事業として始まった、香川県内初の公認のマラソンコースを使用した本格的な駅伝である。同合戦が行われた2月の第3日曜日に毎年開催されている。
参加するのは、香川県内を郡・市単位で9のブロックに分け、その中で編成されたチーム。同一郡・市で最大6チームまで編成が可能となっている（例、高松市A、B、C等）。平成の大合併期以降は、その影響でブロック分けも流動している。またかつては岡山や高知など県外のチームも招待参加していた。
コースは2003年までは香川県庁前をスタート・ゴールとし、折り返し地点は坂出市役所前。2004年からは高松市サンポートのサンポート高松をスタート・ゴールとして坂出市江尻町金山を折り返す10区間42.195kmで行われる。一部区間を除いて香川県道33号高松善通寺線（旧国道11号）がルートになっている。
2011年1月に景気低迷などの影響で本駅伝の休止が決定し、前年の2010年に行われた第26回大会が事実上最後の大会となった。

## ブロック分け
- 小豆郡
- さぬき市・東かがわ市
- 高松市（1町のみの木田郡・香川郡を含む）
- 坂出市
- 丸亀市・綾歌郡
- 仲多度郡・善通寺市
- 三豊市
- 観音寺市

東かがわ市は2007年・2008年は不参加だった。

## コース
- 第1区　サンポート高松～香川県庁前（2km  女子区間）
- 第2区　香川県庁前～アイティエフ前（2.9km  男子・中学生区間）
- 第3区　アイティエフ前～手打ちうどん　まるや前（5.6km  男子・一般・高校生区間）
- 第4区　手打ちうどん　まるや前～花王カスタマーマーケティング高松支店前（2.5km  男子・一般・高校生区間）
- 第5区　花王カスタマーマーケティング高松支店前～マツヤデンキ坂出センター店前、中央バッティングセンター前（8.0675km 男子・一般・高校生区間）
- 第6区　マツヤデンキ坂出センター店前、中央バッティングセンター前～花王カスタマーマーケティング高松支店前（8.1275km  男子・一般・高校生区間）
- 第7区　花王カスタマーマーケティング高松支店前～手打ちうどん　まるや前（2.5km  女子区間）
- 第8区　手打ちうどん　まるや前～白洋舎前（5.6km  男子・一般・高校生区間）
- 第9区　白洋舎前～香川県庁前（2.9km  男子・中学生区間）
- 第10区　香川県庁前～サンポート高松（2km  女子区間）

## 歴代優勝チーム
| 年     | 回     | 優勝チーム            | タイム        | 備考                                               |
| ------ | ------ | --------------------- | ------------- | -------------------------------------------------- |
| 1985年 | 第1回  | 仲多度・善通寺Aチーム | 2時間19分32秒 | 香川県庁前スタート・ゴール、坂出市役所折り返し     |
| 1986年 | 第2回  | 木田・香川チーム      | 2時間18分01秒 |                                                    |
| 1987年 | 第3回  | 木田・香川チーム      | 2時間17分08秒 |                                                    |
| 1988年 | 第4回  | 木田・香川チーム      | 2時間16分22秒 |                                                    |
| 1989年 | 第5回  | 高松Aチーム           | 2時間17分03秒 |                                                    |
| 1990年 | 第6回  | 高松Aチーム           | 2時間14分55秒 |                                                    |
| 1991年 | 第7回  | 木田・香川チーム      | 2時間15分27秒 |                                                    |
| 1992年 | 第8回  | 高松Aチーム           | 2時間16分51秒 |                                                    |
| 1993年 | 第9回  | 木田・香川チーム      | 2時間16分36秒 |                                                    |
| 1994年 | 第10回 | 鳴門チーム            | 2時間13分11秒 |                                                    |
| 1995年 | 第11回 | 高松Aチーム           | 2時間11分43秒 |                                                    |
| 1996年 | 第12回 | 高松Aチーム           | 2時間12分01秒 |                                                    |
| 1997年 | 第13回 | 高松Aチーム           | 2時間12分51秒 |                                                    |
| 1998年 | 第14回 | 鳴門チーム            | 2時間11分54秒 |                                                    |
| 1999年 | 第15回 | 高松Aチーム           | 2時間14分29秒 |                                                    |
| 2000年 | 第16回 | 三豊・観音寺Aチーム   | 2時間16分39秒 |                                                    |
| 2001年 | 第17回 | 三豊・観音寺Aチーム   | 2時間12分18秒 |                                                    |
| 2002年 | 第18回 | 高松Aチーム           | 2時間10分29秒 |                                                    |
| 2003年 | 第19回 | 高松Aチーム           | 2時間13分11秒 |                                                    |
| 2004年 | 第20回 | 三豊・観音寺Aチーム   | 2時間13分36秒 | この年よりスタート・ゴールがサンポート高松となる。 |
| 2005年 | 第21回 | 三豊・観音寺Aチーム   | 2時間11分21秒 |                                                    |
| 2006年 | 第22回 | 高松Aチーム           | 2時間11分14秒 |                                                    |
| 2007年 | 第23回 | 観音寺Aチーム         | 2時間15分48秒 |                                                    |
| 2008年 | 第24回 | 観音寺Aチーム         | 2時間15分42秒 |                                                    |
| 2009年 | 第25回 | 小豆Aチーム           | 2時間13分48秒 |                                                    |
| 2010年 | 第26回 | 三豊・観音寺Aチーム   | 2時間11分57秒 |                                                    |

## この大会に出場経験のある有名選手
- 大森輝和（小豆チームで出場、現・四国電力所属）
- 三津谷祐（三豊・観音寺チームで出場、現・トヨタ自動車九州所属）
- 宮井仁美（高松チームで出場、現・豊田自動織機所属）

## 大会組織

### 主催
- 源平駅伝競走大会実行委員会

構成
- 香川県教育委員会
- 高松市
- 高松市教育委員会
- 坂出市
- 坂出市教育委員会

- 財団法人高松観光コンベンションビューロー
- 香川陸上競技協会
- 四国新聞社
- 西日本放送

### 主管
- 香川陸上競技協会

### 協賛
- 東芝
- あなぶき興産

### 後援
- 香川県
- 香川県体育協会
- 香川県下8市9町
- 香川県下8市9町教育委員会
- 香川県下8市9町体育協会

- 社団法人香川県観光協会
- 高松市地区体育協会連絡協議会
- 高松市交通安全母の会連絡協議会
- NHK高松放送局

### 特別協力
- 香川トヨタ
- 香川トヨペット
- トヨタカローラ香川
- ネッツトヨタ香川
- ネッツトヨタ高松

### 協力
- 陸上自衛隊第14旅団・第15即応機動連隊
- 自衛隊香川地方協力本部
- 四国地方整備局
- 四国地方整備局香川河川国道事務所
- 香川県高松土木事務所
- 香川県中讃土木事務所
- 四国運輸局
- 四国運輸局香川運輸支局
- 高松琴平電気鉄道
- 琴平参宮電鉄
- ことでんバス
- 香川県乗用自動車協同組合

- 香川県バス協会
- 社団法人香川県トラック協会
- 高松タクシー協会
- 屋島山上観光協会
- シンボルタワー開発
- 花王カスタマーマーケティング高松支店
- アイティエフ株式会社
- 株式会社白洋舎（東京都の同名同業者とは無関係）
- 手打ちうどん まるや
- 坂出クリーン株式会社
- マツヤデンキ坂出センター店
- 中央バッティングセンター

## 放送
11:45～14:40までテレビ・ラジオ同時生中継（コマーシャル時は別々）。ラジオではテレビでの実況音声に加えて、通過順位などテレビでテロップ表示している情報を補足説明している。
当初テレビは生中継ではなく当日22:30～（ローカルセールス枠）の録画ダイジェスト放送だったが、生中継に昇格。かつて1回だけ編成の都合上、ラジオのみ生中継、テレビは2時間遅れのディレイ放送だったことがある。
2007年以降地上デジタル放送ではハイビジョン放送となったが、ハイビジョン映像はスタジオの映像のみで、それ以外の中継映像は4:3の標準画質映像のアップコンバート映像での放送となった。アップコンバート時、左右に表示されるサイドパネルには、水色（2008年は青色）ベースの背景に「源平駅伝」のタイトルロゴが左上・右下に表示されている。

### 2007年
- ゲスト：宮原美佐子（ソウルオリンピック女子マラソン日本代表、埼玉県川口市議会議員（当時））
- 解説：大西力（香川県陸上競技協会駅伝部長、尽誠学園高等学校陸上競技部監督）
- 総合実況：山口喜久一郎（RNCアナウンサー）
- 移動車実況：岸たけし（RNCアナウンサー）
- リポートカー：植村智子（当時RNCアナウンサー）
- スタート・ゴール実況兼インタビュアー：榎本麗美（当時RNCアナウンサー）
- 第2・第8中継所：葛谷亮（RNCアナウンサー）
- 第4・第6中継所：伊達典子（RNCアナウンサー）
- 折り返し地点：亀谷哲也（RNCアナウンサー）
- ラジオ進行：日野真（RNCアナウンサー）

### 2008年
開催された2月17日は午前中に日本テレビ系列が『東京マラソン』を9:00～11:40まで実況中継されており、RNCは東京マラソン中継終了後、『NNNストレイトニュース』をはさんで源平駅伝中継を行うため、この日ロードレース一色となった。
- ゲスト：宮原美佐子（ソウルオリンピック女子マラソン日本代表、ランニングアドバイザー）
- 解説：大西力（香川県陸上競技協会駅伝部長、尽誠学園高等学校陸上競技部監督）
- ランナーズゲスト：阪根理恵子（坂出チーム・7区、四国電力所属）
- 総合実況：山口喜久一郎（RNCアナウンサー）
- 移動車実況：岸たけし（RNCアナウンサー）
- リポートカー：伊達典子（RNCアナウンサー）
- スタート／フィニッシュ・インタビュアー：宮宇地美穂（RNCアナウンサー）
- 第2・第8中継所：葛谷亮（RNCアナウンサー）
- 第4・第6中継所：池田弥生（RNCアナウンサー）
- 折り返し地点：亀谷哲也（RNCアナウンサー）
- ラジオ進行：日野真（RNCアナウンサー）

## 市町村対抗駅伝を行っている他の都道府県
- 青森県（青森県民駅伝競走大会）
- 岩手県（一関・盛岡間駅伝競走大会）
- 山形県（山形県縦断駅伝競走大会）
- 福島県（市町村対抗福島県縦断駅伝競走大会）
- 栃木県（栃木県郡市町対抗駅伝）
- 新潟県（新潟県縦断郡市対抗駅伝競走大会）
- 長野県（長野県縦断駅伝競走、長野県市町村対抗駅伝競走大会）
- 神奈川県（市町村対抗かながわ駅伝競走大会）
- 岐阜県（ぎふ清流郡市対抗駅伝競走大会）
- 静岡県（しずおか市町村対抗駅伝）
- 愛知県（愛知県市町村対抗駅伝競走大会）
- 三重県（美（うま）し国三重市町対抗駅伝）
- 和歌山県（和歌山県市町村対抗ジュニア駅伝競走大会）
- 兵庫県（兵庫県郡市区対抗駅伝）
- 岡山県（「晴れの国 岡山」駅伝競走大会）
- 徳島県（徳島駅伝）
- 高知県（県市町村対抗駅伝）
- 佐賀県（郡市対抗県内一周駅伝大会）
- 長崎県（郡市対抗県下一周駅伝大会）
- 鹿児島県（鹿児島県下一周市郡対抗駅伝競走大会）